# Vinceae
Vinceae és una tribu de plantes de la subfamília de les Rauvolfioideae que pertany a la família de les Apocynaceae. Comprèn 8 gèneres. El gènere tipus és: Vinca L.

## Gèneres
- Ammocallis Small = Catharanthus G. Don
- Amsonia Walter
- Bleekeria Hassk. = Ochrosia Juss.
- Cabucala Pichon = Petchia Livera
- Calpicarpum G. Don = Kopsia Blume
- Catharanthus G. Don
- Cyrtosiphonia Miq. = Rauwolfia L.
- Dissolena Lour. = Rauwolfia L.
- Excavatia Markgr. = Ochrosia Juss.
- Heurckia Müll. Arg. = Rauwolfia L.
- Kentrochrosia K. Schum. & Lauterb. = Kopsia Blume
- Kopsia Blume
- Lactaria Raf. = Ochrosia
- Lochnera Rchb. ex Endl. = Catharanthus G. Don
- Neisosperma Raf. =~ Ochrosia Juss.
- Ochrosia Juss.
- Ophioxylon L. = Rauwolfia L.
- Petchia Livera
- Podochrosia Baill. = Rauwolfia L.
- Pseudochrosia Blume = Ochrosia Juss.
- Rauwolfia L.
- Rauvòlfia L. = Rauwolfia L.
- Rhazya Decne.
- Vinca L.